# Полярный (Ямало-Ненецкий автономный округ)
Полярный — упразднённый посёлок в составе городского округа Лабытнанги Ямало-Ненецкого автономного округа России. Исключён из учётных данных в 2006 году.

## География
Располагался на Полярном Урале, на левом берегу реки Собь вблизи впадения в неё реки Большая Пайпудына, у остановочного пункта 110 км железнодорожной линии «Чум — Лабытнанги».

## История
Посёлок покинут населением в 2004 году. В 2022 году были начаты работы по ликвидации строений посёлка.

## Население
| 1989 | 2002 |
| ---- | ---- |
| 957  | ↘521 |

По переписи 1989 года в посёлке проживало 957 человек (544 мужчины и 413 женщин). По итогам переписи 2002 года проживал 521 человек (279 мужчин и 242 женщины), в национальной структуре населения русские составляли 66 %.